# Bernd Malmström
Bernd Malmström (* 27. Oktober 1941 in Kiel) ist ein deutscher Manager, der in Führungspositionen in der Verkehrswirtschaft im seinerzeitigen VEBA-Konzern (heute E.ON AG) sowie bei der Deutschen Bahn AG beschäftigt war. Im Mittelpunkt seiner Aktivitäten stand die Entwicklung und strukturelle Stärkung eines großen globalen Logistikunternehmens und die Transformation des klassischen Schienen-Güterverkehrs vom reinen Carrier hin zu einem breiter in die Dienstleistungen der Transportkette eingebundenen Unternehmen. Ab 2005 wirkt Malmström in zahlreichen Aufsichts- und Verwaltungsräten sowie Beiräten und ist als freier Berater für Private-Equity-Gesellschaften tätig. Malmström lebt heute in Berlin.

## Ausbildung
Bernd Malmström wurde in Kiel geboren und verbrachte seine Schulzeit in Ratzeburg in Schleswig-Holstein. Von 1962 bis 1967 studierte er an den Universitäten Kiel und Freiburg Rechtswissenschaften. Während seiner Referendarzeit war er Assistent an der Universität Kiel und promovierte auch dort.

## Berufliche Karriere
Der berufliche Einstieg führte Malmström zunächst in die Luftfahrtindustrie als Leiter der Rechtsabteilung bei VFW-Fokker in Bremen. Der Flugzeughersteller war als Systemzulieferer Teil der Airbus Produktion. Als Mitglied des Programmleitungsteams war Malmström aktiv in das Airbus-Projekt eingebunden.
Im Jahr 1980 wechselte Malmström zur VEBA AG, der heutigen E-ON AG. Ihm wurde die Leitung des Vorstandsbüros beim damaligen Vorstandsvorsitzenden Rudolf von Bennigsen-Foerder übertragen. Daneben war er für die Konzernkommunikation verantwortlich. Diese Positionen gaben erste Einblicke in die Führung und Steuerung eines Großkonzerns. Zudem galten sie als Sprungbrett für weitere Aufgaben im Konzern.
Entsprechende Schritte folgten dann 1986 mit der Ernennung zum Generalbevollmächtigten und 1988 der Berufung in den Vorstand der VEBA-Tochter Stinnes AG.
Die damit verbundene Übertragung des Verkehrsressorts des seinerzeitigen traditionsreichen, mit über 150 Tochtergesellschaften breit gefächerten Handels- und Verkehrsunternehmens stellte die Weichen für seine jahrzehntelange Tätigkeit im Transport-, Verkehrs- und Logistiksektor.
In der neuen Funktion war Malmström für eine bunte Vielfalt von Konzerntöchtern zuständig, so für das Lager-, Umschlags- und Speditionsunternehmen Rhenus AG, für die Binnenschiffsflotte der Stinnes-Reederei, den Hafenbetreiber Midgard, den Binnenschiffer und Reeder Bayrischer Lloyd, die Aktivitäten im Emdener Hafen sowie für die Poseidon-Finnlines-Fährdienste in der Nord- und Ostsee.
In den Mittelpunkt des beruflichen Wirkens rückte 1991 infolge einer politischen Entscheidung der Bundesregierung der internationale Speditionskonzern Schenker AG. Die weltweit zu den führenden Logistikern zählende Gesellschaft, die seit den 1930er Jahren ein Konzernunternehmen zunächst der Vorkriegs-Reichsbahn und dann der Deutschen Bahn gewesen war, wurde an die Stinnes AG veräußert und als neues Schwergewicht in den erweiterten Verkehrsbereich integriert.
Malmström wurde in Personalunion mit seiner Aufgabe im Vorstand der Stinnes AG Vorstandsvorsitzender der neuen Schenker-Rhenus AG. Mit dem konsequenten Aus- und Aufbau des Kerngeschäftes mit Systemverkehren im Landverkehr, der See- und Luftfracht sowie der Entwicklung der seinerzeit noch jungen Sparte Kontraktlogistik leitete er einen grundlegenden Wandel im Verkehrsbereich der Stinnes AG ein. Die Aktivitäten Massengüter, Binnenhäfen und Binnenschifffahrt sowie Entsorgung und Fährschifffahrt wurden in den Folgejahren nach und nach aufgegeben.
Mit der Übernahme der schwedischen Gruppe BTL (Bilspedition Transport und Logistik) 1997 wurde das Schenker-Kerngeschäft mit zusätzlichen Länder-Netzwerken maßgeblich verstärkt. Als Schenker-BTL AG verdoppelte die Gesellschaft unter der Führung von Malmström ihren Mitarbeiterstand auf 29.000 Beschäftigte und den Umsatz auf über 11 Mrd. Deutsche Mark.
1999 platzierte die VEBA AG eine Minderheit der Anteile an der Stinnes AG inklusive der Schenker-BTL Gruppe an der Börse.
Im Jahr 2000 wechselte Malmström zur Deutschen Bahn AG und übernahm das Vorstandsressort Güterverkehr und Logistik. Es sei der „wohl schwierigste Job in der Verkehrswirtschaft“, um den er „nicht zu beneiden“ sei, urteilte die Fachpresse angesichts der seit Jahren anhaltenden Verluste des Schienengüterverkehrs bei Umsätzen und Marktanteilen. So zählte die Weiterentwicklung von DB Cargo vom austauschbaren und zunehmend im Wettbewerb stehenden Carrier zu einem umfassenden, kundennahen Logistik-Dienstleister zu den vordringlichen Aufgaben. Daneben setzte Malmström den Kombinierten Verkehr in Europa wieder mehr in den Mittelpunkt der DB-Cargo-Aktivitäten. Neben dem Mandat im Konzernvorstand übernahm er mit dem Vorstandsvorsitz bei der DB Cargo AG in Mainz auch die Verantwortung für das operative Geschäft der Güterverkehrssparte.
Malmströms grundsätzliche strategische Überlegung, dem Schienengüterverkehr europaweit die erforderliche Kompetenz für Vertrieb und für weitergehende Dienstleistungen in der Logistikkette zu verschaffen, führte 2003 zur medial viel beachteten Übernahme der Stinnes AG mit Schenker aus dem E-ON-Konzern. Der „Mann, der Schenker zwei Mal kaufte“ wolle bei der neun Jahre zuvor vollzogenen Bahnreform „mit Stinnes und Schenker den letzten Behördenmief aus den Kontoren vertreiben“ mutmaßte die Fachpresse.
Nachdem Bahn-Vorstandschef Mehdorn und Malmström zunehmend unterschiedliche Vorstellungen über die Ausrichtung seines Ressorts entwickelten, verließ Malmström zum Ende seines Vertrages 2005 die Deutsche Bahn.

## Mandate
In der Folge übernahm Malmström Aufsichtsrats-, Beirats- und Verwaltungsratsaufgaben. Daneben unterstützt er Private-Equity-Unternehmen bei der Aufgabe, ihre Portfolio-Unternehmen bis zum Exit operativ und finanziell besser aufzustellen. Auf Grund seiner langjährigen Tätigkeit in der Transport- und Logistikbranche gilt er über Deutschland hinaus als anerkannter und geachteter Experte seines Faches.
Die Weiterentwicklung des Schienengüterverkehrs blieb sein Thema auch nach dem Ausscheiden bei der Deutschen Bahn. Die Schweizer Regierung berief Malmström in den Verwaltungsrat der Schweizerischen Bundesbahnen SBB. Gemeinsam mit dem Management hat er viele entscheidende Weichenstellungen für den Güterverkehr mit vorbereitet und begleitet.
Weitere Gesellschaften, die Malmström als Aufsichtsrat oder Beirat betreut hat, sind u. a. die Hafengesellschaften von Bremen (BLG) und Hamburg (HHLA), der Frankfurter Flughafen, die Reederei Deutsche-Afrika-Linien, das Bergbau-Unternehmen K+S AG oder der Waggonvermieter VTG AG in Hamburg.
Zu den Unternehmen, die Malmström im Zusammenhang mit Mandaten bei Private-Equity-Gesellschaften betreut hat, gehören u. a. die in dem Entsorgungs- und Umwelt-Sektor tätige SULO GMBH, der Lebensmittel-Logistiker IFCO AG, die Lufthansa-Tochter time:matters, die Raffinerie Petrotec, der Logistiker Lehnkering in Duisburg oder das Düngemittelunternehmen COMPO GmbH.
Malmströms Interesse für europäische Geschichte führte zu einem Mandat im Vorstand der Fördergemeinschaft des Deutschen Historischen Museums in Berlin. Sein Faible für Technik fand Ausdruck in einer Pilotenlizenz und seine Begeisterung und Engagement für philosophische Themen ebneten den Weg zu einer langjährigen ehrenamtlichen Funktion als Kuratoriumsvorsitzender der deutsch-skandinavischen Luther-Akademie.